# جامعة دوشيشا
جامعة دوشيشا (بالإنجليزية: Doshisha University)‏ هي جامعة، تأسست في 1874، في اليابان، وكان مؤسسها هو Joseph Hardy Neesima ‏.